# Adonara (jezik)
Adonara jezik (nusa tadon, sagu, vaiverang, waiwerang; ISO 639-3: adr), jedan od timorskih jezika podskupine Flores-Lembata, kojim govori 17 000 ljudi (2000) na otoku Adonara i istoku otoka Solor, između Floresa i Lembate, Indonezija
Adonarski jezik ima tri dijalekta: zapadnoadonarski, istočnoadonarski i istočnosolorski.

## Vanjske poveznice
- Ethnologue (14th)
- Ethnologue (15th)